# Eloísa Angulo
Eloísa Angulo Mansilla (Callao, 31 de octubre de 1919 - La Victoria, Lima, 30 de octubre de 1991) fue una destacada cantante peruana de música criolla, quien ganó el título de la Soberana de la Canción Criolla.

## Biografía

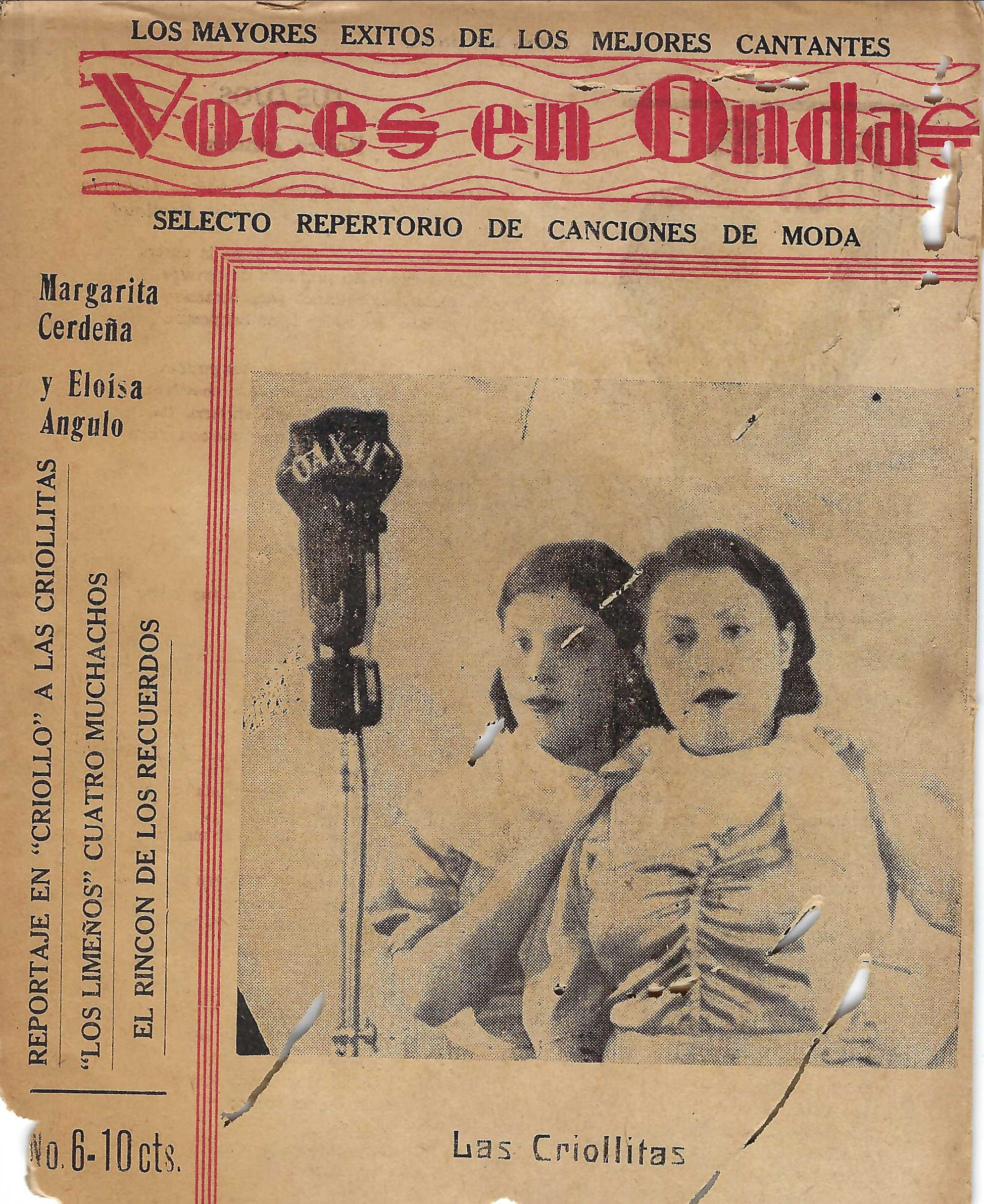
Las Criollitas en 1937.

Eloísa Angulo nació en el Callao, el 31 de octubre de 1919. Desde muy niña manifestó sus deseos por ser cantante, se escapaba del colegio para participar en concursos organizados por las radios limeñas en julio de 1932.
Se hizo conocida como La Criollita debido a que en sus primeros años en la música, formó el dúo Las Criollitas con Margarita Cerdeña, debutando con éxito en el Teatro Royal del Rímac y con el transcurrir de los años fue transformándose en una gran figura de la Canción Criolla. El dueto duró hasta 1953.
Formó parte de una extraordinaria generación musical femenina junto a Rosa Ascoy La Limeñita, Rosita Passano la primera Reina de la Canción Criolla, Yolanda Vigil, las hermanas Angélica y Norma Wetzell, Jesús Vásquez, Delia Vallejos, Esther Granados y Alicia Lizárraga. Con esta últimas conformó el grupo conocido como las Seis grandes de la canción criolla. Se ganó el título de Soberana de la Canción Criolla, por ser la única que sabía interpretar con calidez, propiedad, sentimiento y buena voz, los versos de 'El Payande' y 'Ocarinas' de Manuel Covarrubias.
Falleció en el hospital Guillermo Almenara Irigoyen en el distrito de La Victoria en Lima, el 30 de octubre de 1991, un día antes de cumplir los 72 años de edad.
Entre la discografía que trabajó durante muchos años, destaca por sus interpretaciones de la Danza Criolla; temas como Las Madreselvas, El Payandé, El Águila y otras.

## Discografía
| Serie    | Álbum                                         | Compañía   |
| -------- | --------------------------------------------- | ---------- |
| DV-490   | Chabuca Granda interpretado por Eloísa Angulo | El Virrey  |
| DVS-778  | Recital de Eloísa Angulo                      | El Virrey  |
| VIR-913  | …y punto                                      | El Virrey  |
| VIR-1040 | La de siempre                                 | El Virrey  |
| S.E-9770 | 50 años cantándole al Perú                    | Sono Radio |